# Telemedycyna
Telemedycyna (medycyna na odległość) – forma świadczenia usług medycznych i opieki zdrowotnej łącząca w sobie elementy telekomunikacji, informatyki oraz medycyny.

## Historia
Pierwsze zastosowania technologii informatycznych w leczeniu pojawiły się już pod koniec XIX wieku, natomiast pierwszy zarejestrowany przypadek z początku XX wieku odnosi się do przesyłania danych EKG poprzez sieć telefoniczną. Za kraj w którym pierwsze kroki zaczęto stawiać na gruncie nowoczesnej telemedycyny należy przyjąć USA. To właśnie tutaj już w latach 60. powstała satelitarna sieć telekomunikacyjna łącząca amerykańskie bazy wojskowe, rozrzucone na wszystkich kontynentach, ze specjalistycznymi ośrodkami medycznymi w USA. Dzięki wykorzystaniu możliwości nowoczesnych technologii, jakie niosło ze sobą amerykańskie wojsko, przyczyniło się ono do rozwoju tej dyscypliny. Kolejnym czynnikiem, nie mniej ważnym, było wniesienie dużego wkładu informacji przez NASA. Opieka medyczna i monitorowanie stanu zdrowia astronautów musiały się odbywać z konieczności – na odległość. Do dzisiaj powstaje wiele inicjatyw telemedycznych sponsorowanych przez władze stanowe i rząd federalny.
W Polsce inicjatywy rozpowszechnienia telemedycyny koncentrują się głównie na opracowywaniu i wdrażaniu systemów do przesyłania sygnałów EKG przez telefon (również przez telefony komórkowe), na wydajnym przesyłaniu zdjęć rentgenowskich, obrazów USG, CT, etc. przez Intranet lub Internet w celach konsultacyjnych, a także na sprawnej organizacji baz danych i niezbędnych systemów kontroli dostępu do tychże banków informacji.
Stowarzyszenie naukowe zajmujące się telemedycyną Polskie Towarzystwo Telemedycyny założono w 1997 roku i zostało zarejestrowane w 1998 roku. Cykliczne organizowane są konferencje naukowe "Telemedycyna i eZdrowie". Organizacja jest członkiem ISFTeH - International Society for Telemedicine and eHealth (Międzynarodowe Towarzystwo Telemedycyny i e-Zdrowia), które zrzesza organizacje krajowe i terytorialne ze 103 krajów świata.
Od 2001 roku działa Sekcja Telemedycyny Polskiego Towarzystwa Lekarskiego, która postawiła sobie za cel krzewienie i rozwój idei telemedycyny w Polsce. Należą do niej znani profesorowie, dyrektorzy szpitali i klinik, lekarze różnych specjalności. Sekcja zorganizowała kilka interaktywnych wideokonferencji naukowo-szkoleniowych, m.in.: trójstronnej – z Waszyngtonu do Warszawy i Bielska-Białej, oraz z operacji serca w Centrum Zdrowia Dziecka w Warszawie.
Polska legislacja dotycząca telemedycyny ewoluowała stopniowo. Do 2011 r. lekarz mógł orzekać o stanie zdrowia pacjenta tylko po osobistym zbadaniu. Zmiany z 2015 r. dopuściły możliwość wystawienia recepty bez osobistego badania pacjenta, pod warunkiem uzasadnienia w dokumentacji medycznej. Z końcem 2015 r. wprowadzono możliwość zbadania pacjenta za pośrednictwem systemów teleinformatycznych, choć realne wprowadzenie telewizyt nastąpiło w 2019 r. Rozporządzenie Ministra Zdrowia z tego roku włączyło do zakresu świadczeń gwarantowanych poradę lekarską na odległość, a szczegółowy zakres porady określono zarządzeniem prezesa NFZ.
Według badania "Telemedycyna oczami Polaków" przeprowadzonego przez SW Research, do połowy 2023 roku z usług telemedycznych skorzystało 83% Polaków. Wśród plusów respondenci wymieniają krótki czas oczekiwania na konsultację (47%) czy wygodną formę konsultacji (40%).

## Telemedycyna -  definicje
Telemedycyna, termin pochodzący od greckiego "tele" (na odległość) i łacińskiego "medicina" (nauka o leczeniu chorób). Istnieje wiele różnych definicji tego pojęcia na poziomie międzynarodowym. 
Według definicji z 2008 r. Komisji do Parlamentu Europejskiego, Rady Europejskiej, Europejskiego Komitetu Ekonomiczno-Społecznego i Komitetu Regionów, telemedycyna jest świadczeniem usług zdrowotnych za pomocą technologii informacyjno-komunikacyjnych (TIK), kiedy pracownik służby zdrowia i pacjent nie są w tym samym miejscu. Telemedycyna obejmuje przesył danych i informacji medycznych (tekst, obraz, dźwięk itp.), które są niezbędne do prewencji, diagnozy, leczenia i monitorowania zdrowia pacjenta. 
Światowa Organizacja Zdrowia (WHO) z kolei dostarcza bardziej rozbudowaną definicję, wg której telemedycyna to: "świadczenie usług zdrowotnych, w których odległość jest czynnikiem krytycznym, przez wszystkich profesjonalistów zdrowia, wykorzystujących technologie informacyjne i komunikacyjne do wymiany ważnych informacji dla diagnozy, leczenia i zapobiegania chorobom i urazom, prowadzenia badań i ewaluacji, oraz do ciągłego kształcenia dostawców usług zdrowotnych, wszystko w interesie promowania zdrowia jednostek i ich społeczności".
Amerykańskie Stowarzyszenie Telemedycyny (ATA) definiuje z kolei telemedycynę jako wymianę informacji medycznych między co najmniej dwoma użytkownikami za pomocą komunikacji elektronicznej w celu poprawy zdrowia pacjentów.

## Telemedycyna synchroniczna i asynchroniczna
Telemedycyna może być podzielona na dwa główne typy w zależności od momentu przesyłania informacji i interakcji między zaangażowanymi osobami - czy to między profesjonalistami służby zdrowia, czy między profesjonalistą służby zdrowia a pacjentem.

### Telemedycyna asynchroniczna
Telemedycyna asynchroniczna, czyli metoda "store-and-forward", polega na gromadzeniu danych o pacjencie, wynikach przeprowadzanych badań diagnostycznych i procesie leczenia na nośnikach cyfrowych, takich jak taśmy wideo czy dyski komputerowe. Te dane są następnie przesyłane do ośrodków specjalistycznych do konsultacji. W wyniku tej konsultacji, specjaliści mogą zwrócić informacje o diagnozie i optymalnym leczeniu w ciągu 24-48 godzin. Dzięki tej metodzie, pacjenci nie muszą być fizycznie obecni w miejscu konsultacji, co jest szczególnie korzystne dla osób mieszkających w odległych lub trudno dostępnych miejscach.

### Telemedycyna synchroniczna
Telemedycyna synchroniczna to, w skrócie, wideokonferencje w czasie rzeczywistym. W takim ustawieniu, informacje przepływają w sposób interaktywny - na przykład między pielęgniarką w ambulatorium a większym i bardziej doświadczonym ośrodkiem specjalizującym się w urazach narządowych. Wideokonferencje te mogą wykorzystywać audio, wideo oraz obrazy diagnostyczne, takie jak radiogramy pacjenta. Ten rodzaj telemedycyny jest szczególnie użyteczny w przypadkach, które wymagają natychmiastowej porady specjalistycznej. Pozwala to na szybkie podejmowanie decyzji medycznych bez konieczności fizycznego przemieszczenia pacjenta do innego ośrodka.
Obie te metody telemedycyny odgrywają kluczową rolę w dostarczaniu opieki zdrowotnej na odległość, umożliwiając lepsze zarządzanie przypadkami medycznymi oraz poprawiając dostęp do usług medycznych dla różnego typu pacjentów.

## Zastosowanie
Telemedycyna obejmuje szerokie spektrum usług. Do najczęściej wymienianych należą: teleradiologia, telepatomorfologia, teledermatologia, telekonsultacje, telemonitorowanie, telechirurgia i teleokulistyka. Dodatkowo, zakres usług może obejmować centra telefonicznej obsługi pacjentów, centra informacji online dla pacjentów, e-wizyty czy wideokonferencje między pracownikami służby zdrowia.
Najczęstsze zastosowanie telemedycyny obejmują:  
- Telekonsultacje umożliwiające zdalne prowadzenie konsultacji medycznych, psychiatrycznych i psychologicznych.
- Zdalna psychoterapia wspierająca pacjentów z zaburzeniami psychicznymi.
- Zdalne badanie obrazowe dzięki zaawansowanym technologiom.
- Telepatologia służąca do diagnozowania zmian komórkowych i tkanek na odległość.
- Teledermatologia oferująca leczenie chorób skóry za pomocą obrazów kolorowych i biopsyjnych.
- Zdalna opieka medyczna w domu dla pacjentów starszych i przewlekle chorych.
- Monitorowanie zdalne umożliwiające śledzenie stanu zdrowia pacjentów z chorobami przewlekłymi.
- Opieka nad pacjentami w nagłych przypadkach za pomocą telemedycyny.
- Diagnoza i leczenie chorób pierwszego poziomu.
- Trzystronne połączenia w systemach doradczych dla specjalistów, lekarzy rodzinnych i pacjentów.
- Zdalne operacje dzięki robotyce medycznej.
- Telemedycyna w pediatrii dla dzieci z zaburzeniami psychicznymi.
- Użycie telemedycyny w sytuacjach kryzysowych dla szybkiej komunikacji i diagnozy[13]

## Zalety
Zalety telemedycyny to:
- ułatwienie dostępu do specjalistycznej opieki medycznej mieszkańcom małych miast i wsi,
- pomoc w usługach specjalistycznych oraz konsultacjach dla mniejszych ośrodków medycznych,
- polepszenie opieki zdrowotnej na odizolowanych lub odległych obszarach,
- szybka diagnoza i pomoc medyczna w ratownictwie,
- ułatwiony dostęp do pomocy medycznej w poważnych, nagłych przypadkach lub katastrofach naturalnych,
- zmniejszona hospitalizacja i zredukowanie konieczności dojazdów pacjentów,
- zmniejszone ogólne koszty leczenia i opieki zdrowotnej w kraju,
- zwiększone możliwości podnoszenia kwalifikacji personelu medycznego, szczególnie na prowincji,
- oszczędności wynikające z usprawnień administracyjnych,
- umożliwienie realizacji badań naukowych, dotychczas wymagających pracochłonnych dojazdów oraz scalania danych rozproszonych po różnych jednostkach służby zdrowia,
- zmniejszenie barier w komunikacji pomiędzy ośrodkami służby zdrowia[14][15].